# Великодворский сельский округ
Великодворский сельский округ — упразднённая административно-территориальная единица, существовавшая на территории Талдомского района Московской области в 1994—2006 годах.

## История
Каменевский сельсовет был образован в первые годы советской власти. По данным 1923 года он входил в состав Ленинской волости Ленинского уезда Московской губернии.
В 1925 году был образован Великодворский сельский Совет депутатов трудящихся.
В 1926 году Каменевский включал село Каменево и деревню Людятино, а также будку, железнодорожную платформу и хутор. В 1929 году Каменевский с/с был отнесён к Ленинскому району Кимрского округа Московской области. В 1930 году Ленинский район переименовали в Талдомский.
8 сентября 1936 года центр Каменевского сельсовета — селение Каменево переименовали в Великий Двор, а сам сельсовет — в Великодворский сельсовет.
15 февраля 1952 года из Высочковского с/с в Великодворский были переданы селения Лебзино и Подели. Затем, в 1959 году, также присоединили селения Арефьево, Бережок, Бехтерево, Волдынь, Зятьково, Крияново, Новая Троица, Платунино упразднённого Стариковского сельсовета и Юдинский сельсовет.
20 августа 1960 года Юдинский с/с был выделен из Великодворского с/с. К нему отошли селения Большое Страшево, Веретьево, Высочки, Гусёнки, Жуково, Иванцево, Кривец, Куймино, Кутачи, Малое Страшево, Наговицыно, Ольховик, Пановка, Стариково, Устье-Стрелка, Утенино, Филиппово и Юдино.
1 февраля 1963 года Талдомский район был упразднён и Великодворский с/с вошёл в Дмитровский сельский район. 11 января 1965 года Великодворский с/с был возвращён в восстановленный Талдомский район.
20 декабря 1966 года из Великодворского с/с в Юдинский были переданы селения Арефьево, Бережок, Волдынь, Зятьково, Крияново, Новая Троица и Платунино.
20 мая 1978 года в Великодворском с/с было упразднено селение Подели.
19 марта 1982 года из Припущаевского с/с в Великодворский было передано селение Дубровки.
3 февраля 1994 года Великодворский с/с был преобразован в Великодворский сельский округ.
27 августа 2004 года в Великодворском с/о посёлок Воргаш был преобразован в деревню.
В ходе муниципальной реформы 2004—2005 годов Великодворский сельский округ прекратил своё существование как муниципальная единица. При этом его населённые пункты частью были переданы в городское поселение Талдом, а частью — в сельское поселение Темповое.
29 ноября 2006 года Великодворский сельский округ исключён из учётных данных административно-территориальных и территориальных единиц Московской области.